# Heinrich Winterstein
Heinrich Armin Heribert Winterstein (* 1. Juni 1912 in Kempten; † 1. Juni 1996 in München) war ein deutscher SS-Obersturmführer, Angehöriger des Sonderkommandos 11b der Einsatzgruppe D und verurteilter Kriegsverbrecher.

## Leben
Winterstein war Sohn eines Stabszahlmeisters. Er besuchte ein Gymnasium in München. Danach begann er ein Studium der Rechtswissenschaften aber mit dem Tode des Vaters brach er das Studium nach zwei Semestern ab. Im Jahre 1932 begann er eine Lehre in einem Chemiewerk in Starnberg. Im Jahre 1933 wurde er Mitglied der SS. Im Jahre 1934 gehörte er kurzzeitig dem SS-Reitersturm in Starnberg an.  Im Jahre 1936 wechselte er in den Dienst der SS-Grenzüberwachung. Zum 1. Mai 1937 trat er der NSDAP (Mitgliedsnummer 5.017.788) bei. Im Jahre 1937 wurde er als Anwärter in der Grenzpolizei in die Beamtenlaufbahn übernommen.
Mit Beginn des Überfalls auf Polen gehörte er der Einsatzgruppe zur besonderen Verwendung unter dem Kommando des SS-Gruppenführers Udo von Woyrsch an. Diese Einheiten führte Massenerschießungen von Juden durch. Anfang 1940 kam er im Rang eines Hilfskommissars und angesiedelt bei einer SD-Einheit in Berlin zu seinem weiteren Studium der Rechtswissenschaften. Im Mai 1941 wurde er zum SS-Obersturmführer ernannt. Danach wurde er zur Grenzpolizeischule in Pretzsch an der Elbe versetzt und dem Sonderkommando 11b zugeteilt. Im August 1941 nahm er persönlich an der Erschießung von 40 Juden in Tighina teil. Winterstein habe auf Befehl von Kommandoführer Bruno Müller im Oktober 1941 in Odessa die Erschießung von 500 Juden als Reaktion auf den Sprengstoffanschlag auf das Gebäude der rumänischen Stadtkommandantur organisiert. Im Oktober 1941 konnte er sein Studium fortsetzen. Ab August 1944 bis zum Kriegsende war er im Reichsfinanzministerium beim Referenten des Generalinspekteurs des Zollgrenzschutzes eingesetzt.
Bei Kriegsende wurde er in Gmunden in Österreich interniert. Im Jahre 1945 kam er nach München, wo er im US-Hauptquartier eine Tätigkeit aufnahm. Von der Spruchkammer in München wurde er am 22. Februar 1949 als Mitläufer eingestuft. Anschließend arbeitete er als Geschäftsführer des Garngroßhandels-Süd in München. Danach wirkte er 1952 als juristischer Berater bei einem Wirtschaftsprüfer. Ab 1963 wurde er selbständig. Ab 1967 führte er eine eigene Kanzlei. Am 12. Mai 1971 wurde er verhaftet, aber gegen Kaution wieder freigelassen. Das Landgericht München verurteilte ihn am 29. März 1974 wegen Beihilfe zum Mord in 40 Fällen zu drei Jahren Gefängnis.